# Limnophila japonica
Limnophila japonica là một loài ruồi trong họ Limoniidae. Chúng phân bố ở miền Cổ bắc.